# Marin Bego
Marin Bego (16. listopadu 1881 Split – 24. září 1960 Záhřeb) byl chorvatský právník, spisovatel a překladatel.

## Životopis
Marin Bego se narodil v rodině Juraje Bega (1855–1942) a Katy roz. Novak (1855). Jeho sourozenci byli: Marica Knobloch (1879–1968), Mandica (1880), Agaton (1887), Ivo, Fanny, Tonica a Vladimir. S manželkou Lucijí roz. Tomić měl syna Vojislava Bega, chorvatského akademika, emeritního profesora a řádného profesora na fakultě elektrotechniky v Záhřebu.
Základní školu navštěvoval v několika městech: v rodném Splitu, Šibeniku a Kninu. Střední vzdělání získal na klasickém gymnáziu, které navštěvoval v Sinji a Splitu. Studoval práva na univerzitě ve Vídni a na univerzitě v Záhřebu. Doktorát získal poprvé v Záhřebu v roce 1909 a po druhé ve Lvově, v roce 1912.
Po studiích vykonával právnickou praxi v Terstu a Rovinji. Jako právník působil v několika městech: krátce v Terstu, Voloski, Pazinu a ve Splitu.
Překládal z latiny a řečtiny.
Napsal cestopisnou knihu Niz našu obalu. Kniha se dočkala tří vydání: dvou ve Splitu (1912 a 1979) a jednoho v Záhřebu (1944). V chorvatské literatuře není mnoho cestopisů, které by se dočkaly tří a více vydání. Zajímavé bylo záhřebské vydání cestopisu. Nejen, že šlo o rozšířené vydání, ale toto vydání zdobí devět kreseb různých měst, o kterých se píše v cestopisu. Jedna z těchto kreseb odkazuje na Terst, dal ji malíř Bruno Bulić, rodák z Terstu.
Během pobytu v Terstu byl Marin Bego v letech 1908 až 1909 redaktorem deníku Balkana. Od roku 1910 vydával spolu s Milutinem Cihlarem Nehajevem kalendář Jadran.

## Dílo (výběr)
- S mora, 1911
- Niz našu obalu, 1912
- Novele, 1916
- U očekivanju, 1917
- Eva: deset odabranih novela, 1925
- Vječna varka: roman iz splitskog života, 1928
- Djeca ulice: drama iz suvremenog života u tri čina s predigrom, 1943

### V češtině
- Návrat – úvod František Sekanina; ze sbírky S mora; přeložil Ivan Špinka; in: 1000 nejkrásnějších novel... č. 71. Praha: Josef Richard Vilímek, 1914